# Oberon

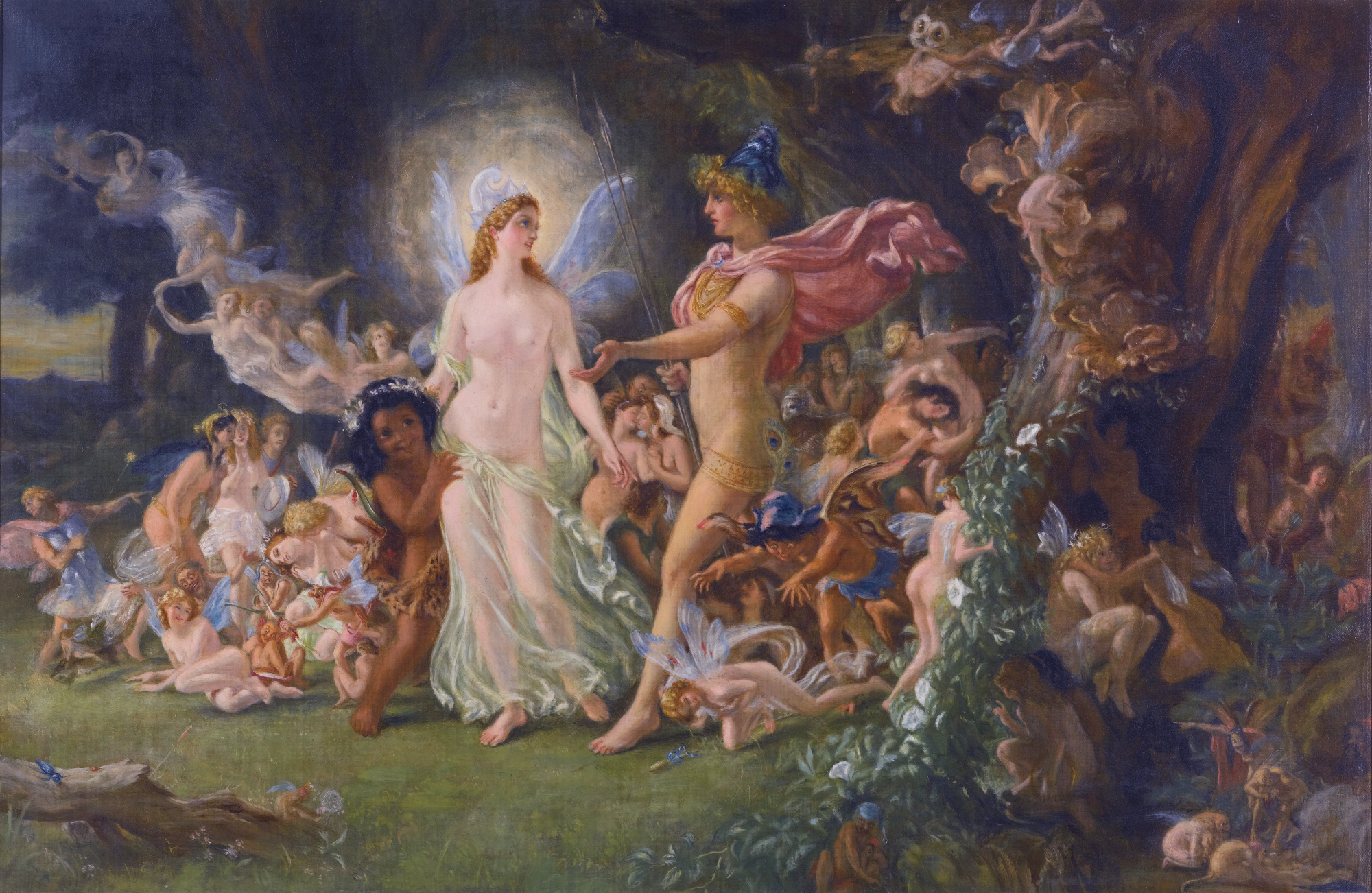
The Quarrel of Oberon and Titania (1846), por Sir Joseph Paton

Oberon ou Oberão [carece de fontes?] é o rei das fadas, é um dos principais personagens de William Shakespeare, aparecendo em sua obra Sonhos de Uma Noite de Verão. Esposo de Titania.